# Laurent Delorge
Laurent Delorge es un futbolista belga, que juega como defensa o mediocampista en el Ajax Ámsterdam. Su primer equipo fue el KAA Gent. 
Anteriormente ha jugado en el KAA Gent, Coventry City, Lierse SK, RSC Anderlecht y el ADO Den Haag, antes de pasar al Ajax.

## Clubes
- 1998-1999: KAA Gent
- 1998-1999: Coventry City
- 1999-2003: Coventry City
- 2003-2005: Lierse SK
- 2005-2006: RSC Anderlecht
- 2006-2007: ADO Den Haag
- 2007-Actualmente: Ajax Ámsterdam

## Palmarés
- 1 Liga de Bélgica: 2006.

- Datos: Q638080